# ディーコン (ロケット)

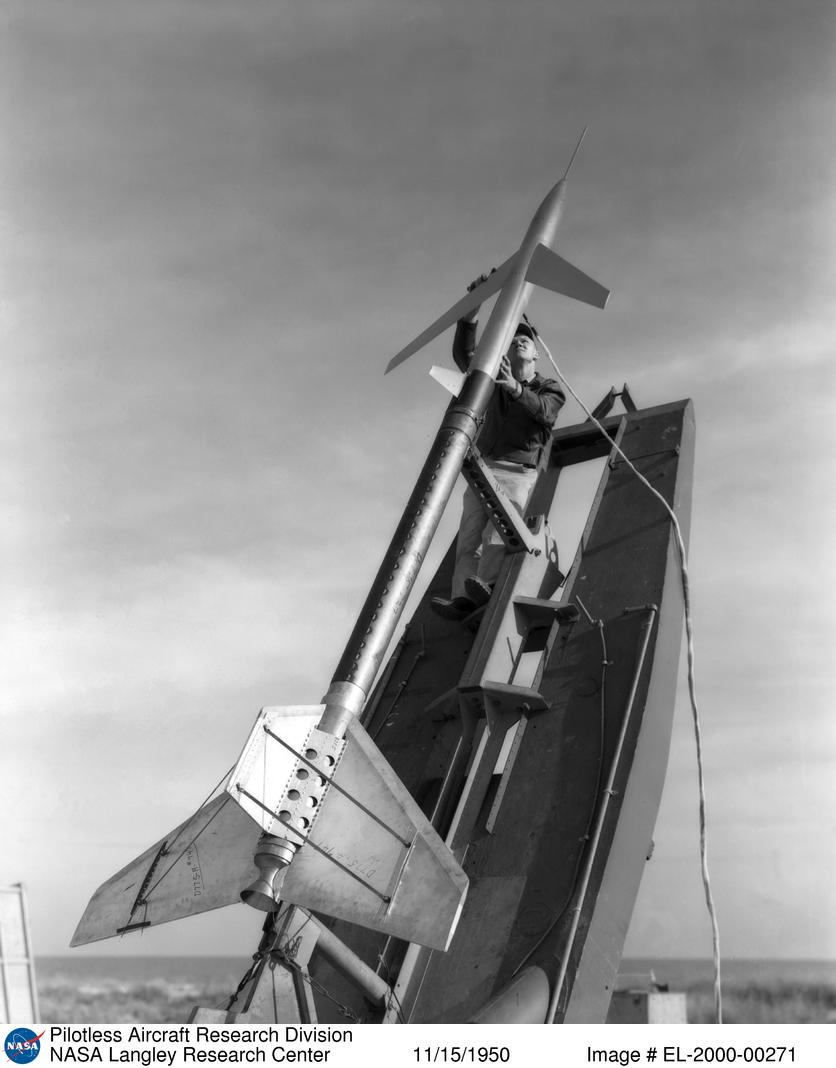
ディーコン（巡航ミサイルモデル）

ディーコン（英: Deacon）はアメリカ合衆国の観測ロケット。ワロップス島より1947年から1957年に90回打ち上げられた。

## 性能
- ペイロード：17 kg
- 高度：20 km
- 推力：27 kN（離陸時）
- 重量：93 kg（離陸時）
- 直径：0.16 m
- 全長：3.28 m